# Битва на Суходреве
Битва на Суходреве — вооружённое столкновение сил Великого княжества Литовского и трёх удельных княжеств — Можайского, Серпуховско-Боровского и Верейского. Произошло зимой 1445 года на реке Суходрев, сейчас это территория Калужской области. Столкновение окончилось поражением русских, так как силы сторон были явно не равны. Одна из важнейших битв русских с литовцами в первой половине XV века.

## Предыстория
В 1443-1444 гг. обострились отношения Василия II с Казимиром IV. Все началось с того, что ранее из-за смоленской распри из Великого княжества Литовского бежал князь Юрий Лугвенович, и был принят новгородцами в качестве посадника. В сентябре 1443 г. Казимир прислал вместо него князя Ивана Бельского. Тогда князь Юрий вынужден был отъехать в Москву. Казимир заверял новгородцев: «язъ васъ хочю боронити; а съ княземъ есмь с московьскымъ миру не взялъ васъ деля». Однако осенью 1444 г. князь Юрий вернулся в Великий Новгород в качестве московского ставленника и сместил князя Ивана Бельского. К зиме того же года Василий II «насла тотаръ два царевица на литовьскыи городы, на Вязму и на Брянескъ, и на иныи городы безъвестно».
Свидетельство о нападении москвичей с татарами на Вяземскую землю (обособившуюся часть Смоленской земли) зафиксировано и в Белорусской I (Смоленской) летописи 1446 г., которая отразилась в Супрасльской и Академической летописях (списки первой трети XVI в.). Затем в белорусско-литовском летописании данный фрагмент был сокращен и сохранился в таком виде в летописях: Ольшевской, Красинского (списки середины – второй половины XVI в.) и других более поздних. Также было уточнено, что в Вяземском походе принимали участие именно «казанские татары». А. А. Зимин полагал, что царевичи являлись сыновьями казанского хана Улу-Мухаммеда(Махмета). Р. А. Беспалов же считает подобные утверждения необоснованными — на тот момент Казань развязала войну против Москвы с целью захвата территорий, между великим московским князем Василием II и казанским ханом шла ожесточённая борьба за Нижний Новгород, и все Махметовичи были противниками Василия II. Историк указывает, что в упомянутом летописном сокращении имеются существенные искажения — в частности, Муромский и Суздальский походы Василия II ошибочно соединены воедино. Поэтому можно думать, что сообщение о «казанские татарах» недостоверно и является литовским идеологическим наслоением того времени, когда Казань уже была подчинена Москве. Что же до конкретных кандидатур "татарских двух царевичей", так в то время на московской службе было достаточно татар из знатных родов.

## Поход Казимира
В ответ великий князь Казимир IV, прибыв для этого в Смоленск, организовал большой военный поход, возможной целью которого был Можайск. Литовское войско сперва безуспешно осадило Козельск, затем, перейдя Угру, подошло к Калуге — с которой был взят откуп. Далее оно направилось к юго-западным границам Великого княжества Московского, где располагались земли Можайского, Верейского и Боровского-Серпуховского удельных княжеств.
Можайское княжество в то время принадлежало внуку Дмитрия Донского, Ивану Андреевичу, Верейское — его брату Михаилу Андреевичу, Серпуховско-Боровское — Василию Ярославичу, внуку Владимира Андреевича Храброго.

## Битва
Можайское войско, числом 100 человек, вёл воевода Андрей Лугвица, князь суздальский, при нём можайский воевода Семен Федорович Ржевский. Сто воинов привёл верейский воевода, Иван Фёдорович Судок Монастырёв, 60 — воевода Жичёв из сил Василия Ярославича. Польско-литовские войска возглавили: ковенский староста Волимунт Судивой, виленский воевода, маршалок Родзивилл Осикович, Ондрюшка Мостилович, Иван Гонцевич, пан Юрша, полоцкий наместник Андрей Сакович, Ягуп Ралович, смоленский наместник Николай Немиров, Захарий Иванович Кошкин. Битва произошла на речке Суходровь (сейчас Суходрев, левый приток Шани). В «Славянской энциклопедии» место сражения (Суходровь) названо городом Серпуховско-Боровского княжества.
В начале сражения передовой отряд литовского войска был опрокинут, скорее всего по умыслу, а затем основные полки разгромили малое войско московских княжеств. Девять дней после битвы московские княжества собирали новые войска, а потом пустились в погоню за уходившей литовской ратью. Андрей Лугвица был убит, в плен взяты можайские воеводы Ярополк и Семен Ржевский, верейские воеводы Иван Фёдорович Судок, Филипп Нащокин и князь Иван Конинский. Большая часть русского войска погибла или взята в плен. Потери «литвы» — 200 человек.
Это было единственное сражение с Великим княжеством Литовским при Василии II Тёмном. Спустя 4 года, в 1449-м был заключён мирный договор между королем Казимиром IV и Василием II, а также участвующими в битве князьями.